# Rio Roanoke
O rio Roanoke (em inglês:  Roanoke River) é um curso de água que banha os estados norte-americanos de Virgínia e Carolina do Norte. É formado pela confluência de outros rios na Virgínia Ocidental, fluindo para sudeste ao longo de 660 km de trajecto até ao Albemarle Sound, na costa atlântica da Carolina do Norte.
Ao norte da fronteira entre Virgínia e Carolina do Norte, une-se ao rio Dan, o seu principal tributário. É navegável apenas para pequenas embarcações, desde a sua foz até Weldon. A sua parte superior, com extensão de 130 km, também recebe o nome de "rio Staunton", a partir da cidade de Roanoke.

## História
O vale deste rio era a terra natal de vários nativos americanos, principalmente os Virginia Siouan, como o Occaneechi (hoje parte do Haliwa-Saponi) e o Tutelo. O nome Roanoke é derivado de rawrenok, uma palavra algonquiana para wampum. Com as inundações mortais de primavera, foi atribuído popularmente o nome de "Rio da Morte". O curso inferior do rio começou a ser colonizado pelos virginianos em meados do século XVII, no que ficou conhecido como os assentamentos de Albemarle. Os trechos superiores deste rio foram explorados por comerciantes de peles enviados por Abraham Wood no final do século XVII, mas estes não foram colonizados pelos ingleses até o início do século seguinte.
Em 1883, a pequena cidade de Big Lick foi escolhida como um dos principais locais para lojas, além de ali ser o ponto terminal da nova Estrada de Ferro Norfolk e Western (em inglês: Norfolk e Western Railway) para se encontrar com a Ferrovia do Vale de Shenandoah (em inglês: Shenandoah Valley Railroad). Big Lick foi renomeada para Roanoke (em razão do rio que a dividia), tendo se tornado o Condado de Roanoke em meados de 1838.